# Kwŏn Hyŏk Pong
Kwŏn Hyŏk Pong, również Kwon Hyok Pong (kor. 권혁봉, ur. 1944) – północnokoreański polityk. Ze względu na przynależność do najważniejszych gremiów politycznych Korei Północnej, uznawany za członka elity władzy KRLD. W ciągu całej kariery pracował głównie w instytucjach państwowych zajmujących się zagadnieniami kultury i sztuki.

## Kariera
Kwŏn Hyŏk Pong urodził się w 1944 roku. Absolwent Uniwersytetu im. Kim Ir Sena w Pjongjangu. Niewiele wiadomo na temat kariery urzędniczej Kwŏn Hyŏk Ponga przed 1983 rokiem, kiedy to został szefem wydziału sztuki filmowej w ówczesnym Ministerstwie Kultury i Sztuki. W marcu 1987 został sekretarzem Komitetu Organizacyjnego Międzynarodowego Festiwalu Filmowego w Pjongjangu. W styczniu 1989 ponownie objął stanowisko kierownicze w Ministerstwie Kultury, gdzie został wicedyrektorem jednego z wydziałów. W latach 80. XX wieku był także dyrektorem Wytwórni Filmowej im. 8 lutego z siedzibą w Pjongjangu.
Od czerwca 2005 wicedyrektor Wydziału Propagandy i Agitacji w Komitecie Centralnym Partii Pracy Korei, któremu zarządza Kim Ki Nam. Stanowisko to Kwŏn Hyŏk Pong pełni do dziś. Na mocy postanowień 3. Konferencji Partii Pracy Korei 28 września 2010 roku został zastępcą członka KC. Ponadto od 2011 jest członkiem i doradcą Koreańskiego Stowarzyszenia Wymiany Kulturalnej.
Deputowany Najwyższego Zgromadzenia Ludowego KRLD, parlamentu KRLD w XII kadencji (tj. od marca 2009 roku).
Po śmierci Kim Dzong Ila w grudniu 2011 roku, Kwŏn Hyŏk Pong znalazł się na 125. miejscu w 233-osobowym Komitecie Żałobnym. Świadczyło to o formalnej i faktycznej przynależności Kwŏn Hyŏk Ponga do grona kierownictwa politycznego Koreańskiej Republiki Ludowo-Demokratycznej. Według specjalistów, miejsca na listach tego typu określały rangę polityka w hierarchii aparatu władzy.

## Odznaczenia
Odznaczony Orderem Kim Ir Sena (lipiec 2011).